# Lith
Lith est une ancienne commune des Pays-Bas au nord de la province du Brabant-Septentrional. Le chef-lieu de la commune était le village de Lith. Au 1er janvier 2007, la commune comptait 6 716 habitants, dont 3 038 dans le chef-lieu Lith. 
Au 1er janvier 2011 la commune de Lith a perdu son indépendance et a été annexée par la commune d'Oss. 

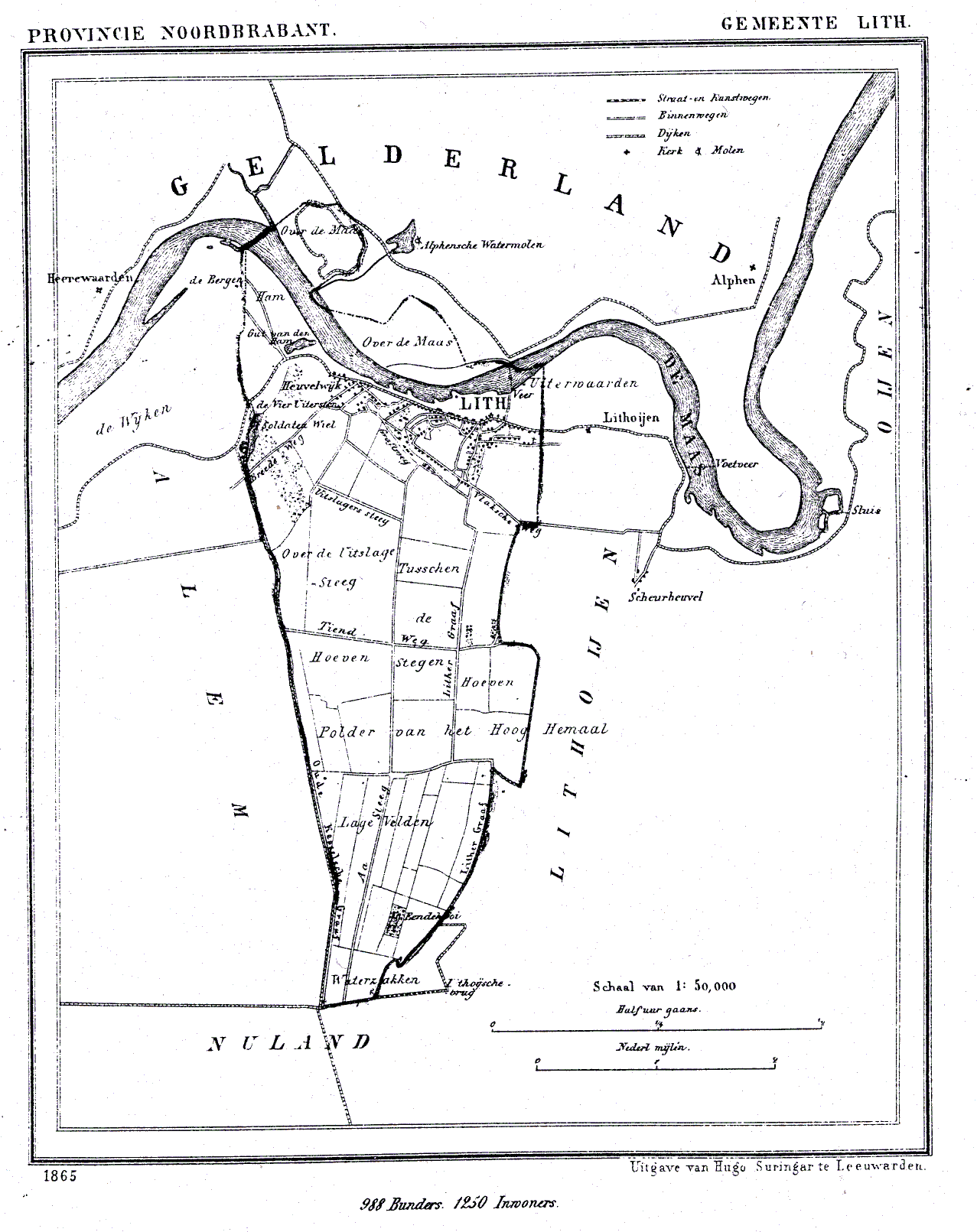
L'ancienne commune de Lith en 1865.

## Lith, village au bord du fleuve
Village au bord du fleuve est le titre d'un livre (1934) du romancier régionaliste Antoon Coolen. C'est devenu le titre d'honneur du village, site du roman. Ici on a tourné l'adaptation filmé du livre, début du régisseur Fons Rademakers avec Hugo Claus comme scénariste ; le premier film néerlandais à avoir obtenu une nomination pour un Oscar. Ici on a mis village au bord du fleuve en musique en 2006 et en théâtre populaire en 2007. 
En fait le village et la commune vivent du fleuve. La commune s'étend tout au long de la rive gauche de la Meuse dans un chapelet de petites localités qui se sont enracinées, pour la plupart de vieille date, sur des dunes de sable fluvial et plus tard sur des tertres artificiels et des digues. Du plus ancien village Teeffelen jusqu'au tout jeune village de Maren-Kessel, ils ont tiré leur subsistance de la Meuse et ils ont eu à se défendre contre ses crues, envahissant les terres inondables de la traverse du déversoir de Beers. C'est le fleuve qui a attiré les pêcheurs préhistoriques dans ces parages; c'est le fleuve qui a déposé le sable pour les sites habitables et qui a apporté les argiles fertiles pour l'agriculture et l'élevage. C'est le fleuve qui avec ces bateleurs a stimulé la commerce ; c'est encore le fleuve qui après canalisation a laissé des plans d'eau pour le tourisme, les sports aquatiques et la navigation de plaisance.

## La commune
À la fondation du Royaume des Pays-Bas, le village de Lith a été installé comme commune. En 1939 les anciennes communes de Lith, Lithoijen et Oijen en Teeffelen sont regroupés dans la nouvelle commune de Lith. En 1958 on a dissous la commune d'Alem, Maren en Kessel. Maren et Kessel avec Het Wild ont été annexés par la commune de Lith et Alem qui par la canalisation de la Meuse avait déjà changé de rive et de province, change alors de commune et est annexé par la commune de Rossum en Gueldre. Au 1er janvier 2011, la commune de Lith a perdu son indépendance et a été intégrée dans la commune d'Oss. 

### Localités
Het Wild, Kessel, Lith, Lithoijen, Maren, Maren-Kessel, Oijen, Teeffelen.
Pour les autres localités, suivre les liens. Pour l'ancien chef-lieu Lith, voir ci-dessous.

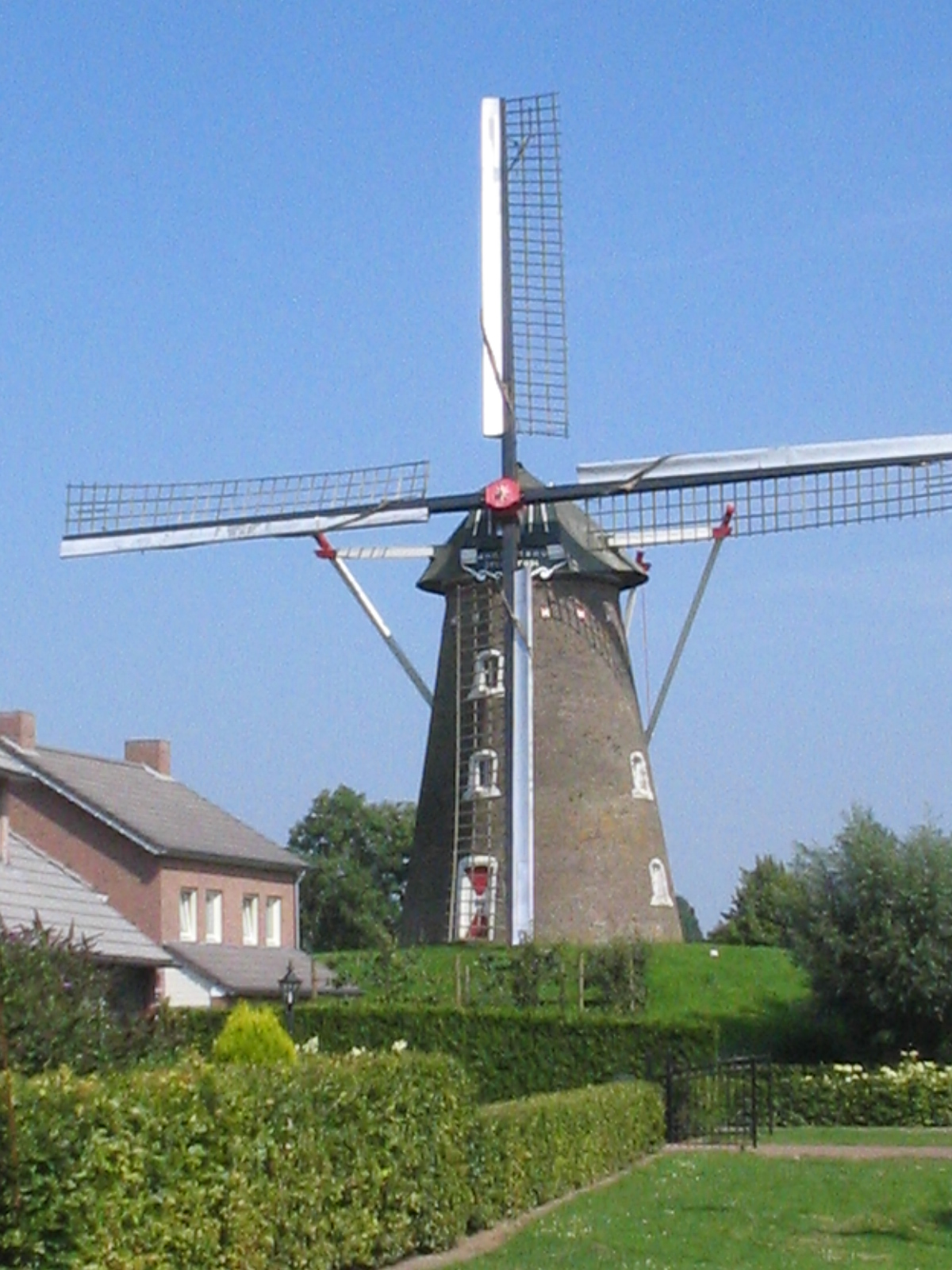
Lith, moulin Zeldenrust.

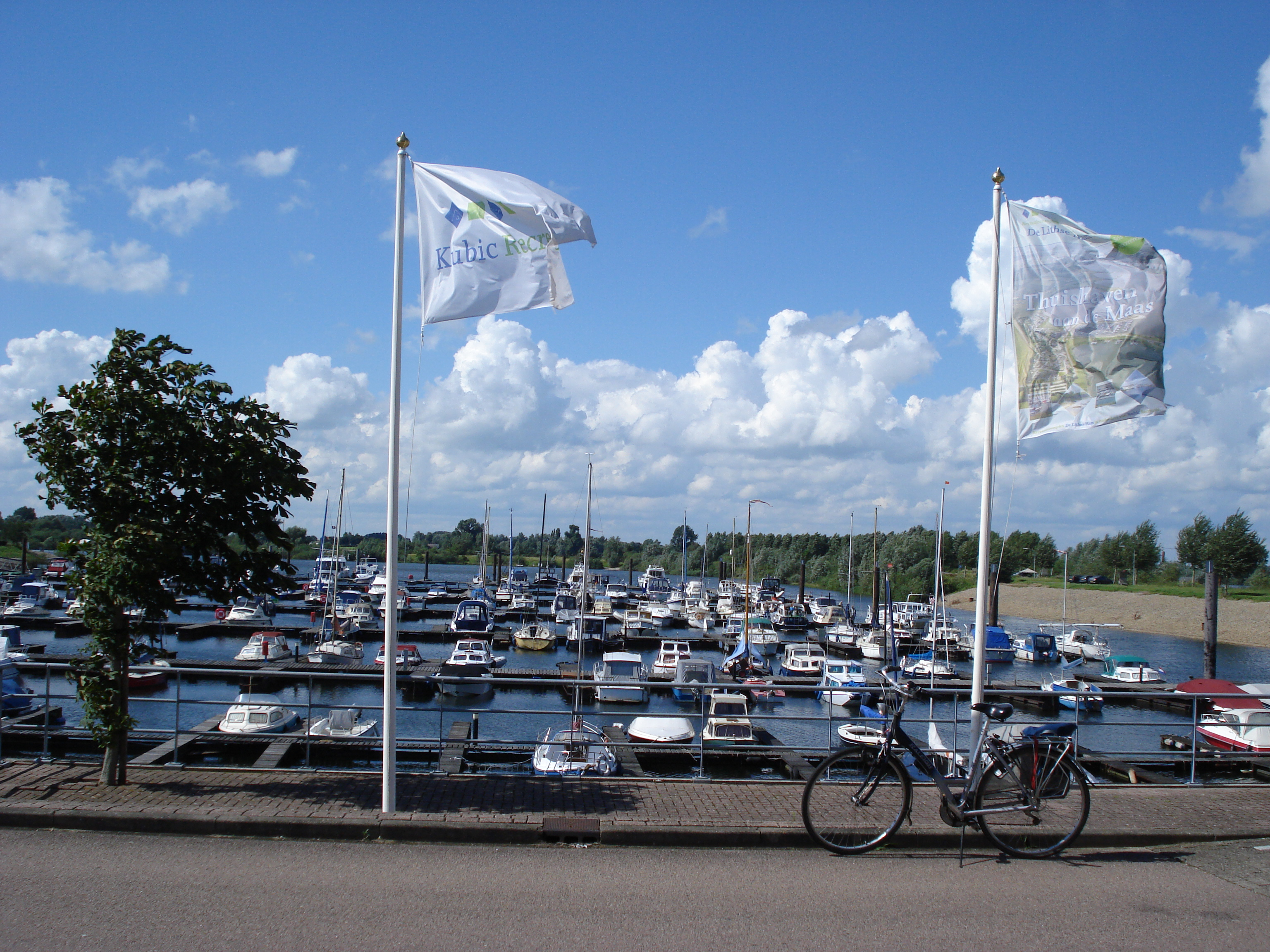
Lith, port de plaisance Lithse Ham.

## Histoire de Lith
La première mention écrite de Litta date de 968. Il s'agissait alors de Lithoijen, qui plus tard sera Litta Minor et puis Lith vers Oijen.  Lith et Lithoijen se développeront séparément et la première mention de la localité Lith est vers 990. Lith appartenait au Duc de Brabant, qui y avait au XIIIe siècle un péage sur la Meuse, déjà pourvue de digues. Vers 1310, le Duc de Brabant laissait creuser la Hertogswetering pour mieux drainer les polders du Maaskant, terres inondables. Cela ne suffisait toujours pas et  on installait au XVIe siècle à Beers, le déversoir de Beers, formé de deux quais abaissés, pour mieux contrôler les crues hivernales de la Meuse et les diriger par la traverse du Beerse Maas qui longeait tous les villages du Maaskant jusqu'au station de pompage Hertogsgemaal à Gewande. 
Dans ce temps, on construisait les maisons sur des dunes de sable et des tertres artificiels et on les liait par un sentier rehaussé, sentier d'habitation. Les parcelles étaient étroites et s'étiraient tout en longueur avec un chemin d'exploitation qui menait aux bâtiments d'exploitation situés plus bas, à un petit terrain boisé pour la provision du bois encore plus bas  et  les polders avec leurs prés tout en bas. À Lith, cette structure médiévale existe toujours.

## Religion
Déjà en 1202, on mentionne une église à Lith, appartenant au chapitre de la cathédrale de Liège. En 1648, Lith est saisi par la république des Provinces-Unies. le chapitre défend ses droits de façon qu'on échange Lith en 1671 contre La Rochette au pays de Fléron, en Belgique, puis la République confisque l'église sur la digue pour la donner aux protestants. On tolère que les catholiques aménagent une grange-église. En 1800, à la nationalisation sous l'occupation française, l'église restauré est redonné aux catholiques, mais ils le retournent aux protestants. Le bâtiment a été détruit le 14 janvier 1945 par un V1 et on a construit à sa place le temple actuel.  Les catholiques construisent début XIXe siècle une nouvelle église à la place de la grange-église. En 1900, on érige à sa place l'église néo-gothique actuelle St.Lambert qui est depuis peu un monument protégé.  
Au XIXe, Lith possède une communauté juive avec un synagogue sur la digue. Les familles juives de Lith ont aidé financièrement à construire les usines de margarine à Oss.

## Moulin Zeldenrust
Lith possède un beau moulin à blé, Zeldenrust datant de 1825. Le moulin a brûlé trois fois et, devenu propriété de la commune en 1973, il est restauré en 1977. 

## Lithse Ham
Au nord-ouest de Lith, on a installé une carrière de sable et de graviers, qui a tourné en plan d'eau vive, relié à la Meuse. C'est le Lithse Ham, centre de sports aquatiques, avec un grand port de plaisance.

## Les écluses de Lith
Les premières écluses-barrages de Lith datent de 1932-1936. Ils devaient aider à maîtriser la Meuse et à améliorer la navigation. En 1989 on ajoute une centrale électrique. Après l'agrandissement du complexe en 2002, on a changé le nom en Prinses Máxima-sluizen, (écluses Princesse Máxima), en honneur de la princesse Máxima, femme du prince-héritier des Pays-Bas. 

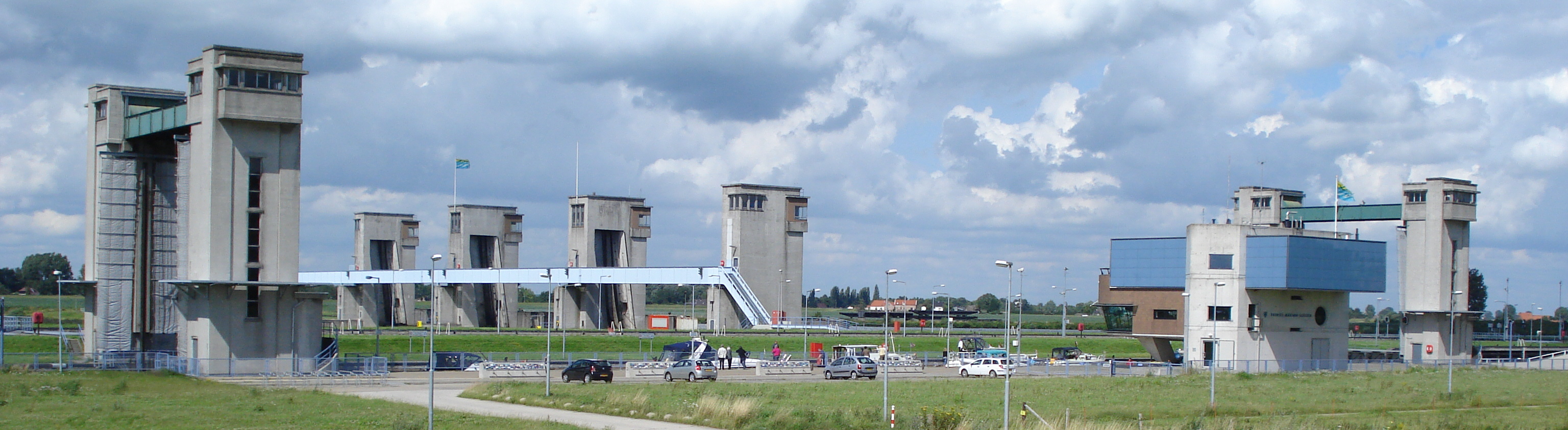
Lith, les écluses.

## Personnalités liées à Lith
- Godefriedus Dominicus van Hellenberg (1760-1817), homme politique néerlandais.